# Culcita
Culcita C.Presl è un genere di piante dell'ordine Cyatheales, unico genere della famiglia Culcitaceae Pic.Serm..

## Descrizione
Le felci del genere Culcita possiedono fusti prostrati e striscianti o eretti ma solitamente non simili a tronchi, pelosi, talvolta ricoperti da un mantello di radici. Le foglie sono grandi (fino a 3 m di lunghezza) e sono composte e pennate. I sori si trovano al margine della pagina inferiore delle pinnule e sono ricoperti da indusi disuguali con due lobi o lembi separati, più o meno a forma di coppa.

## Tassonomia
Il genere comprende le seguenti specie:
- Culcita coniifolia (Hook.) Maxon
- Culcita macrocarpa C.Presl